# 僑州郡県
僑州郡県（きょうしゅうぐんけん）とは、中国魏晋南北朝時代に行われていた地方制度。華北を失陥した東晋以降の南朝で、華北から逃げてきた避難民たちの仮住まいとして設定された州・郡・県である。僑州郡県を設置することを僑置といい、僑州郡県に所属するものを僑民という。
永嘉の乱・西晋の滅亡・東晋の成立に伴い華北の住民が大量に南遷した。この亡命者たちの仮住まいとして彼らの本籍地を元に設置されたのが僑州・僑郡・僑県である。例を挙げると東晋代に設立された晋陵郡があった場所（現在の鎮江市・常州市武進区一帯）に設置された南徐州、荊州北部襄陽を中心に設置された雍州などがある。これらの僑州郡県は基本的に実土を持たず、戸籍を登録するための架空の存在であった。
これら僑民たちの戸籍を白籍といい、対して現地で登録されている戸籍を黄籍という。僑民たちは定着地に対して何ら義務（税・労役）を負わず、かつ本籍地を元に九品官人法によって官僚に登用される事ができるなど権利のみを有していた。この不公平は当然問題視されており、これを解決するために行われたのが土断政策である。土断とは「土地で判断する」の意味であり、僑州郡県を廃止して白籍を停止し、現地の戸籍（黄籍）に組み入れることで税・労役ひいては国力の増加を狙っていた。
「僑州郡県は基本的に実土を持たない」と述べたが、これには例外があり実土を持つ僑州郡県も存在した。その最たる例が先述の南徐州、特に南琅邪郡臨沂県である。琅邪郡臨沂県はかの琅邪王氏の本貫であり、その存在が大きく影響したと考えられる。北朝が軍事的に優位に立ち、南朝の僑州が北朝の支配下に入ると同じ名前の行政区が二つあることは不都合であるので、これらの僑州郡県は改名された。